# Eduard Neuenschwander
Eduard Neuenschwander (* 6. Mai 1924 in Zürich; † 1. Oktober 2013 in Gockhausen) war ein Schweizer Architekt. Er bezeichnete sich selbst als Umweltgestalter. Beeinflusst von der skandinavischen Moderne, entwarf er seinen bekanntesten Bau, die Kantonsschule Rämibühl.

## Leben und Karriere
Neuenschwander war als Sohn des Verlegerehepaars Eduard und Irma Neuenschwander in grossbürgerlichen Verhältnissen in Zürich aufgewachsen. Schon in der Kindheit von Reptilien und Amphibien, vor allem aber Nachtfaltern (Sphingidae) begeistert, belegte Neuenschwander nach der Matura an der Kantonsschule Rämibühl als Erststudium Biologie und Geschichte an der Universität Zürich, nebenbei verdiente er Geld mit der Anfertigung von Zeichnungen histologischer Präparate für das Institut für Pathologie. Wohl angeregt durch die Freundschaft mit dem Sohn des Kunsthistorikers Sigfried Giedion studierte er dann ab 1946 an der ETH Zürich Architektur, wo er 1949 bei Hans Hofmann diplomierte. Schon im Studium hatte er zusammen mit dem ebenfalls an der ETH studierenden Norweger Christian Norberg-Schulz die Publikationsreihe TEAM. Zusammenarbeit junger Architekten und Künstler gegründet, in der er in der Folge eine Reorganisation des Studiums hin zu besserer Methodik und die Einrichtung von junior groups der internationalen Architektenorganisation CIAM forderte. 1949 ging er auf Empfehlung Giedions nach Finnland in das Büro des Erneuerers der skandinavischen Moderne Alvar Aalto, wo er bis 1952 arbeitete – er veröffentlichte über dessen Büro und Werk zusammen mit seiner Frau Claudia eine vielbeachtete Monographie. Nach seiner Rückkehr in die Schweiz entstand die Mehrzahl seiner Bauten im Kanton Zürich. Ab 1953 zusammen mit Rudolf Brennenstuhl mit eigenem Büro in Zürich, arbeitete er ab 1963 in seinem Atelier in Gockhausen.
Neuenschwander war Mitglied der Zürcher Arbeitsgruppe für Städtebau. Sein erstes grösseres Bauprojekt war die Neugestaltung das Freibades in Laufenburg. Nach mehreren Mehr- und Einfamilienhäusern – für das Wohnhaus Curti in Zürich erhielt er den Preis für gute Bauten der Stadt – gewann er 1960 den Wettbewerb für den Neubau der Kantonsschule Rämibühl, deren Bauten er in den Bestand der Gärten der vorher dort stehenden Villen so integrierte, dass der Baumbestand und der Parkcharakter weitgehend erhalten werden konnten. Die Villengrundstücke hatte die Stadt Zürich im Laufe der Zeit eigentlich für eine Erweiterung der Universität angekauft, nach einer veränderten Planung wurden diese nun frei. Die Nutzung des innerstädtischen Areals und der Abriss von acht herrschaftlichen Villen rief jedoch auch scharfen Protest aus der Bevölkerung und von der Denkmalpflege hervor.
Während dieses Projekts, das 1969 die grösste Schule der Schweiz war und vom Wettbewerb bis zur Eröffnung immerhin zehn Jahre dauerte, gründete bzw. übernahm Neuenschwander, der als Kind von unternehmerischen Eltern wohl schon im Studium durch Geschäftssinn aufgefallen war, insgesamt vier Bau- und Planungsfirmen, mit denen er dann in der Folge Grossüberbauungen realisierte, so etwa ein gutes Dutzend Einfamilienhäuser Im Hettler in Weiningen ZH, die Wohnüberbauung Sonnenrain in Küsnacht, Siedlung Friedau in Aadorf und Sonnenberg in Uster. Bemerkenswert ist dabei, dass Neuenschwander, der die Siedlungen sorgfältig in eine – oft etwas idealisierte – landschaftliche Umgebung einpassen wollte, anregte, dass verschiedene ökologische Kompensationsmassnahmen der Planung mit z. B. höheren Ausnutzungsziffern baurechtlich belohnt werden sollten.
Parallel zur Kantonsschule verfolgte er jedoch seit Mitte der 1950er Jahre seinen Traum einer Künstlerkolonie, eines neuen, zeitgenössischen Neubühl in Gockhausen. In diesem Weiler, hinter dem Zürichberg gelegen und damals als abgelegen und unattraktiv eingeschätzt, verfolgte Neuenschwander zusammen mit seinem Freund Gottfried Honegger und später allein und mit verschiedenen Partnern eine ganze Reihe von Bauprojekten für private Bauherren, aber auch auf eigene Rechnung, darunter auch zwei Eigenheime und das recht grosse Büro für sich selbst. Hier verwirklichte Neuenschwander seine Ideen vielleicht am direktesten.

## Werke
- Schwimmbad, Laufenburg, 1953–54

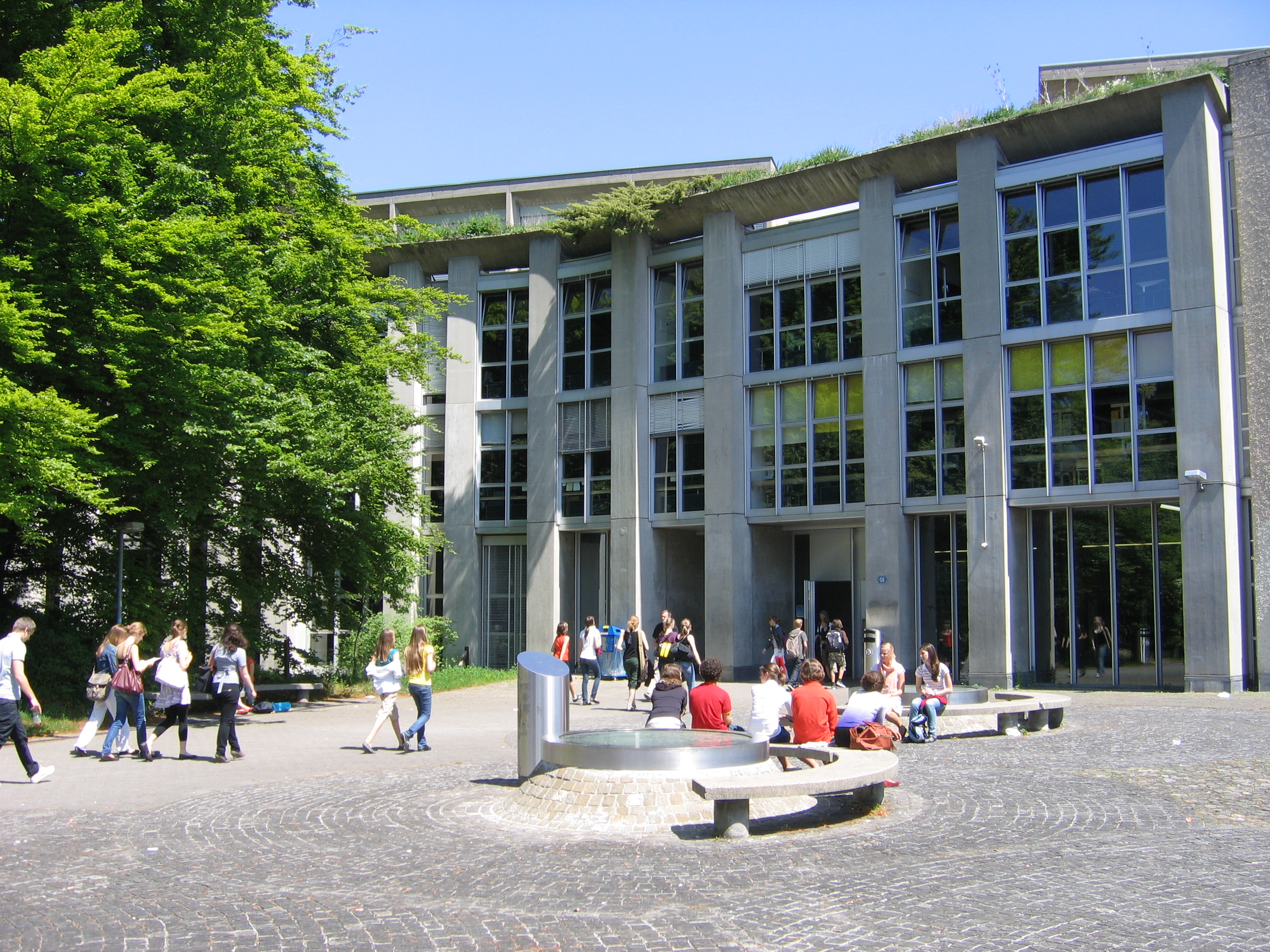
Kantonsschule Rämibühl

- Im Koller, Doppeleinfamilienhaus, Feldmeilen, 1954–56
- Im Steinrad, Einfamilienhäuser, Herrliberg, 1956
- Ferienhaus Giedieon, Amden, 1956
- Im Baumgarten, Wohnüberbauung, Wädenswil, 1955–57
- Haus Olsen, Einfamilienhaus, Zürich, 1957–59
- Wohnhaus Bechtler, Umbau eines Bauernhauses, Toggwil, 1958–61
- Mehrfamilienhaus Curti, Zürich, 1959–61
- Atelier Neuenschwander, Büro des Architekten, Gockhausen, 1962–64
- Einfamilienhaus und Atelier Schmid, Gockhausen, 1963–64; 1965; 1977
- Im Hettler, Wohnüberbauung, Weiningen, 1962–66
- Im Binzen, Haus des Architekten, Gockhausen, 1964–68
- Schönegg, Wohnüberbauung, Wädenswil, 1967–69
- Sonnenrain, Wohnüberbauung, Küsnacht, 1968–70
- Kantonsschule Rämibühl, Zürich, 1960–70
- Haus Hofacker, Einfamilienhaus, Gockhausen, 1970–71
- Fähnlibrunnenstrasse, Wohn- und Geschäftshaus, Küsnacht, 1969–72
- Haus Zumbühl, Einfamilienhaus, Gockhausen, 1971–72
- Im Rohr, Mehrfamilienhaus, Schlieren, 1969–72
- Haus Stauffer, Einfamilienhaus, Gockhausen, 1971–73
- Atelierzentrum, Gockhausen, 1970–73
- Wohn- und Geschäftshaus Klausstrasse, Zürich, 1972–73
- Im Buck I, Wohnüberbauung, Gockhausen, 1972–74
- Haus Wütherich, Einfamilienhaus, Gockhausen, 1974–75
- Berufsschule Reishauer, Zürich, 1984
- Parkanlage Zürich-Irchel, Campusgelände der Universität Zürich, 1986–89 (mit Stern und Partner)
- Gehrenholz, Wohnüberbauung, Zürich, 1990–91

## Schriften (Auswahl)
- mit Claudia Neuenschwander: Finnische Bauten = Bâtiments finnois = Finnish buildings. Atelier Alvar Aalto, 1950–1951. Verlag für Architektur, Erlenbach-Zürich 1954.
- Niemandsland. Umwelt zwischen Zerstörung und Gestalt. Birkhäuser, Basel 1988, ISBN 3-7643-2218-7.
- Schöne Schwimmteiche. Ulmer, Stuttgart 1993, ISBN 3-8001-6542-2 (2. Aufl., ebda. 2000, ISBN 3-8001-6672-0).
- Architektur als Umwelt in Sicht und Haltung der klassischen Moderne: ein gewandeltes Naturverständnis. Ein Plädoyer. Verlag, Zürich 2013, ISBN 978-3-85676-320-6.
- Eduard Neuenschwander. In: Susanna Schwager: Das volle Leben: Männer über achtzig erzählen. Wörterseh Verlag, Gockhausen b. Zürich 2008, ISBN 978-3-03763-001-3, S. 83–111.